# James Mathis
James Mathis, né le 15 juin 1984, à Newark, dans le New Jersey, est un joueur américain de basket-ball. Il évolue au poste de pivot.

## Biographie
James Mathis a réalisé la majorité de sa carrière entre la Pro B, la deuxième division du championnat de France et plus particulièrement à l'ALM Évreux Basket et le championnat suisse. Après avoir rejoint le club de Lugano en octobre 2016, il se blesse gravement au genou après seulement deux matchs le 8 novembre lors de la rencontre entre le BBC Lausanne et le Lugano Tigers.

## Clubs Successifs
- 2006 - 2007 :  Upstairs Weert (Eredivisie)
- 2007 - 2010 :  ALM Évreux Basket (Pro B)
- 2010 - 2011 : 
  -  Namika Lahti (Korisliiga)
  -  Aix Maurienne Savoie Basket (Pro B)
- 2011 - 2012 :  Stade olympique maritime boulonnais (Pro B)
- 2012 - 2013 :  Hermine de Nantes Atlantique (Pro B)
- 2013 - 2014 :  BBC Monthey (LNA)
- 2014 - 2015 : 
  -  Lille Métropole Basket (Pro B)
  -  ALM Évreux Basket (Pro B)
- 2015 - 2016 :  Union Neuchâtel Basket (LNA)
- 2016 :  Lugano Tigers (LNA) 2 matchs